# Amrapalia rutilicrus
Amrapalia rutilicrus är en stekelart som beskrevs av Gupta 1983. Amrapalia rutilicrus ingår i släktet Amrapalia och familjen brokparasitsteklar. Inga underarter finns listade i Catalogue of Life.